# Barry Trost
Pour les articles homonymes, voir Trost.
Barry M. Trost, né le 13 juin 1941 à Philadelphie, est un chimiste américain, professeur titulaire de la chaire Job and Gertrud Tamaki à la Faculté des lettres et des sciences, « Job and Gertrud Tamaki Professor in the School of Humanities and Sciences » exactement, à l'université Stanford.
Il a étudié à l'université de Pennsylvanie et a obtenu son B.A. en 1962. Supervisée par Herbert O. House, sa thèse de doctorat sur la structure et la réactivité des anions énolates a été réalisée au  Massachusetts Institute of Technology (MIT). Il a été professeur à l'Université du Wisconsin à Madison de 1965 jusqu'à sa nomination à l'université Stanford en 1987.
L'alkylation allylique asymétrique de Trost, la réaction de Tsuji-Trost et les ligands de Trost sont nommés d'après son nom. Il est prééminent dans l'avancement du concept d'économie d'atome (en),.